# Avgustin Voloshin
Avgustýn Ivánovych Voloshin (en ucraniano: Авґустин Волошин, en checo: Augustin Vološin. Kelechín (hoy en el raión de Mizhhiria), Transcarpatia, Austria-Hungría, 17 de marzo de 1874 – Prisión de Butyrka, Moscú, Unión Soviética, 19 de julio de 1945) fue un político ucraniano, profesor y ensayista. Fue el presidente de Cárpato-Ucrania, un país que existió efímeramente en 1939.

## Biografía
Estudió en Úzhgorod en la escuela de teología y en la Universidad de Budapest. Fue un sacerdote greco-católico, y desde 1924 pertenecía al sínodo papal. Fue catedrático de matemáticas en el Instituto Pedagógico de Úzhgorod desde 1900 hasta 1917. En 1918 fue el presidente del Consejo Nacional Carpático, que solicitó en 1919 su confederación con Checoslovaquia, llevándose a efecto en el otoño de 1919.
Entre 1917 y 1938, es el director del seminario pedagógico de Úzhgorod y autor de numerosos libros. Desde 1919, participa en la política, fundando y dirigiendo el derechista Partido Popular Cristiano ruteno entre 1923 y 1939, siendo parlamentario en Praga entre 1925 y 1929.

## Integración en Checoslovaquia
En la confusa situación al finalizar la guerra mundial, la clase dirigente rutena (sacerdotes, abogados y maestros, etc.) se reunió en cuatro centros independientes para decidir el futuro de la región. Entre noviembre de 1918 y mayo de 1919, se plantearon distintas alternativas: la permanencia en Hungría como región autónoma, la independencia, la unión con Rusia, con Ucrania o con la nueva Checoslovaquia. En Úzhgorod y más tarde en Mukácheve se congregaron los partidarios de la autonomía dentro de una Hungría independiente. Voloshin se contaba entre estos. Al tiempo que se arrogaba la representación exclusiva de la población rutena, el «consejo nacional» de Úzhgorod proclamó la unidad del antiguo reino húngaro a cambio de reformas que aceptaba teóricamente el nuevo Gobierno húngaro de Mihály Károlyi. Delegados del consejo nacional marcharon a Budapest para negociar con Károlyi a principios de diciembre.
A comienzos de diciembre, el Gobierno húngaro había nombrado un asesor en asuntos rutenos. El 21 se aprobó un proyecto de ley que concedía cierta autonomía a parte del territorio habitado por rutenos —cuatro de los siete condados con población rutena—. Estas medidas fueron rechazadas por los partidarios de los demás consejos nacionales que apoyaban bien la unión con la nueva Checoslovaquia, bien la unión con Rusia o la independencia.
A principios de 1919, la situación se fue aclarando: los partidarios de la unión con Rusia apoyaron la inclusión en Checoslovaquia dada la guerra civil en aquella, y los partidarios de la autonomía en Hungría perdieron la ilusión ante la lentitud de las reformas. La inestabilidad en Galitzia y en el resto de Ucrania restó también atractivo a la posible unión de la región con estas. Voloshin y otros dirigentes comenzaron a principios de 1919 las negociaciones con el representante checoslovaco en Budapest, Milan Hodža. Aun así, se negó a proclamar su preferencia por el ingreso en Checoslovaquia hasta que se produjese la ocupación de Úzhgorod por tropas checas, como sí hicieron otros representantes rutenos. Los checos ocuparon Úzhgorod el 15 de enero y la emigración rutena en EE. UU. se decidió en favor de la unión con Checoslovaquia. Mientras, Voloshin mantenía sus contactos con los húngaros.
El 21 de enero, la mayor asamblea reunida hasta entonces —unos cuatrocientos veinte delegados de ciento setenta y cinco consejos de toda la región— rechazó la ley de autonomía húngara y solicitó el ingreso en la República Popular de Ucrania Occidental, si bien la pronta ocupación polaca de Galitzia desbarató estos planes.
En febrero, el Gobierno de Károlyi reaccionó y creó el prometido Parlamento ruteno, que se reunió en marzo pero levantó la sesión en protesta por la indefinición de las fronteras de la provincia. Tras la proclamación de la república soviética en Budapest, que no cambió sustancialmente la situación en la región, las tropas checas avanzaron desde Úzhgorod para desalojar a los húngaros. Unos doscientos representantes de varios de los consejos nacionales, incluido Voloshin que presidía  las reuniones, acudieron a Úzhgorod, declararon su acuerdo con los emigrantes americanos y solicitaron la entrada en Checoslovaquia (8 de mayo). El día 23, una amplia delegación viajó a Praga a entrevistarse con el presidente checoslovaco Tomáš Masaryk. El 10 de septiembre, el Tratado de Saint-Germain-en-Laye confirmó la incorporación.

Región de Rutenia Transcarpática durante el breve periodo de autonomía (1938–1939)

## Independencia de la Ucrania Carpática
Los partidarios de Voloshin tenían una significativa influencia en la región y criticaron activamente al primer gobierno autónomo de Andrey Brodi (Бродий, Андрей, 1895—1946). Dos semanas después de su designación, el 8 de octubre de 1938 Brodi es acusado de espía húngaro y se retira. Voloshin es nombrado primer ministro de la Ucrania Carpática autónoma el 26 de octubre de 1938. Una vez que asumió el puesto, rompió con todos los partidos y organizaciones políticas, a excepción de su Asociación Nacional Ucraniana. El partido de Voloshin, después de apartar a sus competidores políticos, gana las elecciones dentro de la Seym (parlamento) de la Ucrania Carpática con el 86,1% de los votos.

## Desaparición de la Ucrania Carpática
Durante la desmembración de Checoslovaquia por la Alemania de Hitler, intentó conservar la independencia de la Ucrania Carpática, convirtiéndose en el primer y único presidente de la misma durante algunos días, el 14 de marzo de 1939, con la ayuda de los restos del ejército checoslovaco que luchaban contra los húngaros, aliados de Hitler. El 19 de marzo de 1939, las últimas tropas checoslovacas se retiran cruzando la frontera del Reino de Rumanía, en ese momento aliado de Checoslovaquia. La Subcarpatia fue invadida por Hungría, a pesar del esfuerzo de Voloshin por solicitar la ayuda alemana, en un intento de conseguir el éxito obtenido por Jozef Tiso con la independencia de Eslovaquia bajo protección alemana.
Voloshin huye a Praga, donde vive como un simple ciudadano. En marzo de 1945, el Ejército Rojo ocupó Transcarpatia, anexionándola a la Ucrania Soviética. El gobierno checoslovaco aceptó la cesión del territorio. Los ciudadanos de Transcarpatia se convirtieron en ciudadanos soviéticos, siendo muchos de ellos detenidos y enviados a campos de concentración y a la URSS. La propiedad privada es abolida en Transcarpatia y se colectiviza la tierra.

## Captura y muerte
Cuando las tropas soviéticas tomaron Praga en mayo de 1945, Avhustýn Voloshyn fue detenido por el NKVD y enviado a Moscú. Murió en julio de 1945 en la Prisión de Butyrka en Moscú.